# Arginylierung
Arginylierung ist der Prozess, bei dem die Aminosäure Arginin an das N-terminale Ende von Proteinen angehängt wird. Das Anhängen dieser Aminosäure erfolgt sehr spezifisch und ist eine posttranslationale Modifikation von Proteinen.
Der eigentliche Prozess der Arginylierung wird durch das Enzym Arg-transfer-RNA-Protein-Transferase (Ate1) katalysiert. Dabei wird ein Arginyl-Rest an einen N-terminalen Asparagin-, Glutamin- oder Cystein-Rest gekoppelt.
Dieser Prozess vollzieht sich nach einer spezifischen Proteolyse, das heißt Enzyme spalten das ursprüngliche Protein, so dass ein Peptid mit diesen N-terminalen Aminosäuren entsteht (oftmals wird nur das initiale Methionin abgespalten). Der Ausfall des evolutionär gut konservierten Enzyms Ate1 führt bei Mäusen zu tödlichen Fehlentwicklungen im Embryo. Arginylierung ist eine wichtige Modifikation in Eukaryoten im Sinne der N-End Rule.
Die Funktion der Arginylierung selbst ist noch nicht geklärt. So wird jedes fünfte Aktin-Monomer in Fibroblasten mit einer Arginylierung versehen, welches eine direkte Auswirkung auf die erhöhte Stabilität von Aktinfilamenten hat. Bei anderen Proteinen wiederum scheint Arginylierung eher ein Degradationssignal für diese zu sein.